# Kchun-čchü

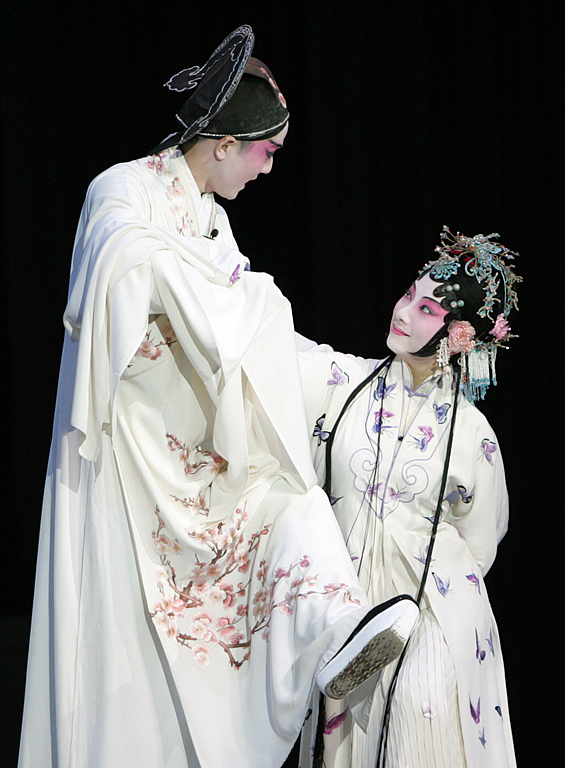
Scéna z divadelní hry Pavilón pivoněk

Kchun-čchü (čínsky pchin-jinem kūnqǔ, znaky zjednodušené 昆曲, tradiční 崑曲) je čínský tradiční divadelní žánr rozvíjející se od počátků mingského období koncem 14. století. Původně regionální varianta dramat čchuan-čchi získala koncem 16. století popularitu po celé zemi. Měl velký vliv na další vývoj čínské opery, včetně pekingské opery a dodnes je živý.

## Historie
Kchun-čchü se vyvinula z kchunšanské regionální varianty dramatických her čchuan-čchi. Původně, koncem 14. století, byla provozovaná v jihočínském okrese Kchun-šan (na jihu provincie Ťiang-su, v moderní prefektuře Su-čou), slavným místním autorem tohoto období byl Ku Ťien (顧堅).
Zůstávala jednou z mnoha místních verzí čchuan-čchi, dokud koncem 16. století Wej Liang-fu nezreformoval kchunšanskou hudbu a Liang Čchen-jü ji v upravené formě nevyužil ve svém dramatu Chuan-ša-ťi. Liang Čchen-jü měl okamžitý úspěch a jeho hudební varianta se rychle rozšířila. Pojmy čchuan-čchi a kchun-čchü poté prakticky splynuly. V následujících desetiletích se žánr kchun-čchü ocitl na vrcholu popularity, objevily se stovky autorů a mnohem více her. K nejvýznamnějším autorům patřil Tchang Sien-cu, autor jedné z nejznámějších her čínské historie, Pavilónu pivoněk, Žuan Ta-čcheng, který napsal devět her kchun-čchü, a současníky ceněný ministr Wu Ping, autor pěti kchun-čchü.
Začátkem 20. století stál žánr před zánikem, a pronásledován byl i během kulturní revoluce. V současnosti existují profesionální soubory v Pekingu, Šanghaji, Nankingu, Čchen-čou, Wen-čou, Chang-čou a Tchaj-peji a množství amatérských souborů.